# 上菲希塔赫
上菲希塔赫是德国巴伐利亚州的一个市镇。总面积62.41平方公里，总人口4876人，其中男性2394人，女性2482人（2011年12月31日），人口密度78人/平方公里。